# Polimetilacrilato
Il polimetilacrilato (PMA, in inglese polymethylacrylate) è un polimero acrilato sintetico ed idrofobico.

## Proprietà
Questo polimero si presenta molto più soffice rispetto al polimetilmetaacrilato (PMMA), ma è comunque rigido e flessibile. Può essere reso più reticolato semplicemente tramite radiazioni ad alta energia, ma in alcuni casi c'è il rischio di degradazione, come nel PMMA.
Ha una temperatura di transizione vetrosa che si attesta sui 10-12 °C.
Il polimetilacrilato è solubile nel dimetilsolfossido (DMSO), è più sensibile all'acqua rispetto al PMMA ed è anche meno stabile di quest'ultimo se a contatto con alcali.
Viene spesso impiegato come macro-iniziatore per avviare la copolimerizzazione dell'HEMA e del DMAEMA, nonché come materiale di rifinitura per prodotti in pelle o tessuti.